# جيري كراوز
جيري كراوز (بالإنجليزية: Jerry Krause) هو مدرب كرة سلة أمريكي، ولد في 1939 في شيكاغو في الولايات المتحدة، وتوفي بنفس المكان في 21 مارس 2017.

## روابط خارجية
- جيري كراوز على موقع كلية كرة السلة في سبورتس رفرنس.كوم (الإنجليزية)